# Squadra antincendio (racconto)
Squadra antincendio (Fire Watch) è un racconto di fantascienza della scrittrice americana Connie Willis.
Narra di uno storico che viaggia nel tempo fino al bombardamento di Londra, per partecipare alla sorveglianza antincendio della Cattedrale di San Paolo.
Ha vinto i premi Nebula nel 1982 e Hugo nel 1983 per il miglior racconto.

## Storia editoriale
È stato pubblicato per la prima volta nel numero di febbraio 1982 della rivista Isaac Asimov's Science Fiction Magazine e ristampato, tra l'altro, nelle raccolte personali Fire Watch pubblicata nel 1985 e The Best of Connie Willis: Award-Winning Stories nel 2013.
La traduzione in italiano di Vittorio Curtoni, intitolata Squadra antincendio è stata pubblicata dalla SIAD Edizioni nel 1982 nel volume n. 10 della collana Asimov. Rivista di Fantascienza, nel 1983 nel volume Asimov. Rivista di Fantascienza. Raccolta 5 e nel 1984 nell'antologia La grande lotteria galattica, volume n. 2 della collana Asimov. Antologia di Fantascienza.
La traduzione in italiano di Roberta Rambelli  intitolata Servizio antincendio è stata inserita nell'antologia I premi Hugo 1976-1983 curata da Sandro Pergameno, pubblicata dalla Editrice Nord nel 1984 nel volume numero 10 della collana Grandi Opere Nord e nel 1991 nel volume n.2.12 della collana Tascabili Super Omnibus e dalla Euroclub nel 1985 nella collana Narrativa Club.
La traduzione in italiano di Antonella Pieretti intitolata Guardia antincendi è stata pubblicata nel 1998 dalla Mondadori nella raccolta Millemondi Autunno 1998: I tempi che corrono, volume n. 17 della collana Millemondi.

## Trama
Il narratore è uno studente di storia proveniente da un futuro in cui gli storici utilizzano il viaggio nel tempo per studiare direttamente la storia.
Si era preparato a visitare san Paolo nel I secolo ma invece viene inviato alla Cattedrale di San Paolo nel 1940, nel corso del bombardamento di Londra.
Durante la sua permanenza nel passato sviluppa un profondo attaccamento emotivo alla cattedrale ed è molto devoto al suo ruolo nel difenderla, soprattutto a causa dell'amara consapevolezza che San Paolo sarebbe sopravvissuta ai bombardamenti della seconda guerra mondiale ma sarebbe stata cancellata da un attacco terroristico in un tempo più vicino a quello del protagonista.

## Collegamenti con altre opere dell'autrice
L'idea di viaggi nel tempo usati a scopo di studio da un Istituto di storiografia collegato all'Università di Oxford, introdotta in questo racconto, è stata utilizzata dall'autrice anche nei suoi romanzi successivi L'anno del contagio (1992), To Say Nothing of the Dog (1997) e Blackout/All Clear (2010), così come il personaggio del professor James Dunworthy.
Sebbene Squadra antincendio sia stato scritto circa una decennio prima di L'anno del contagio, la protagonista di quest'ultimo, Kivrin Engle, appare come personaggio minore anche in Squadra antincendio, che fa riferimento all'esperienza di Engle con la Peste nera durante il suo viaggio nel tempo nel XIV secolo.

## Edizioni
- Connie Willis, Servizio antincendio, in I premi Hugo 1976-1983, Grandi Opere Nord, n. 10, Nord, 1984.

- (EN) Connie Willis, Fire Watch, in The Best of Connie Willis: Award-Winning  Stories, 2013, ISBN 9780345540652.

- (EN) Connie Willis, Fire Watch (testo on line), su infinity plus. URL consultato il 12 febbraio 2024.